# Deva (Budism)
Deva (în sanscrită și pali देव) în budism este una din multele tipuri diferite de ființe non-umane care împărtășesc caracteristicile de a fi mai puternice și de a trăi mai mult decât oamenii.
Sinonime în alte limbi includ în cambodgiană: tep (ទេព) sau Preah (ព្រះ), birmaneză: nat , tibetană: lha, mongolă: tenger (тэнгэр), chineză: tiān (天), coreeană: cheon, japoneză: ten, vietnameză: thiên. Conceptul de deva a fost adoptat în Japonia parțial din cauza similitudinii cu conceptul șintoist de kami.
Alte cuvinte utilizate în textele budiste cu referire la ființe similare supranaturale sunt devatā și devaputra (pali: devaputta) adică fiul zeilor. Nu este clar ce distincție există între acești termeni.

## Atribuții. Puteri
Din punct de vedere uman, devașii împărtășesc caracteristica de a fi invizibili pentru ochiul uman fizic. Prezența unui Deva poate fi detectată de către acei oameni care au deschis divyacakṣus (pali: dibbacakkhu), o putere extrasenzorială cu ajutorul căreia se pot vedea ființele din alte planuri. Vocile lor pot fi, de asemenea, auzite de către cei care au dezvoltat o putere similară pentru urechi.
Cei mai mulți devași sunt capabili să construiască forme iluzorii prin care ei își manifestează prezența [și intențiile] ființelor din lumile inferioare; unii devași chiar fac acest lucru și între ei.
Devașii nu au nevoie de același tip de hrană ca și oamenii, deși devașii mai mici mănâncă și beau. Cu cât strălucesc mai tare cu atât luminozitatea lor lăuntrică e mai mare.
Devașii sunt capabili să se deplaseze rapid pe distanțe mari și chiar zboară prin aer, deși devașii inferiori realizează (uneori) acest lucru numai prin ajutoare magice, cum ar fi un car zburător.

## Tipuri de devași
Devașii sunt grupați în trei clase în funcție de locul în care dintre cele trei dhātus sau tărâmuri ale universului s-au născut.
Devașii de Ārūpyadhātu nu au nici o formă fizică sau locație, ei locuiesc în meditație pe subiecte fără formă. Ei realizează acest lucru prin atingerea unor niveluri avansate ale meditației într-o altă viață. Ei nu interacționează cu restul universului. 
Devașii de Rūpadhātu au forme fizice, dar sunt asexuați și fără pasiuni. Ei locuiesc într-un număr mare de ceruri (raiuri) sau lumi Deva care se ridica, strat după strat, deasupra pământului.  
Devașii de Kāmadhātu au forme fizice similare, dar mai mari decât cele ale oamenilor. Ei au acelasi tip de viață ca a oamenilor, deși aceste vieți sunt mai lungi, în general, și o trăiesc cu mai mult conținut, într-adevăr, uneori aceste vieți sunt scufundate în plăceri. Acesta este tărâmul pe care Māra are cea mai mare influență.
Fiecare din aceste grupuri de lumi-Deva conțin diferite grade de devași, dar toți devașii din cadrul unui singur grup sunt capabili să interacționeze și să comunice cu toate celelalte. Pe de altă parte, grupurile inferioare nu au cunoștințe directe despre existența tuturor tipurilor mai mari de Deva. Din acest motiv, unii dintre Brahmā au devenit mândri, imaginându-se creatori ai lumilor în care se aflau și al tuturor lumilor inferioare lor (pentru că ei au existat înainte ca aceste lumi să existe).

## Devașicontradumnezei
Deși cuvântul Deva este tradus în occident, în general, dumnezeu; (sau, foarte ocazional, înger) , devașii budiști diferă de zeii și îngerii din alte religii în mai multe feluri importante.  
- devașii budiști nu sunt nemuritori. Ei trăiesc pentru perioade foarte lungi, dar finite în timp, variind de la mii (cel puțin) la miliarde de ani. Atunci când acest timp trece, renasc probabil ca un alt tip de Deva, ceva uman sau ceva dincolo de înțelegerea noastră.

- devașii budiști nu creează sau formează lumi. Ei se nasc pe baza karmelor lor din trecut și sunt la fel supuși legilor naturale ale cauzei și efectului ca orice altă ființă din univers.

- devașii budiști nu sunt încarnările câtorva arhetipuri de zeități sau manifestările atotcuprinzătoare ale panteistului Unu. Nici nu sunt doar simboluri. Ei sunt considerați a fi, ca și oamenii, persoane fizice distincte cu propriile lor personalități și trasee în viață.

- devașii budiști nu sunt omniscienți. Cunoștințele lor sunt inferioare celor ale unui Buddha pe deplin luminat, și le lipsesc mai ales conștientizarea altor ființe în lumile superioare lor.

- devașii budiști nu sunt omnipotenți. Puterile lor tind să fie limitate în propria lume, și aceștia intervin foarte rar în treburile oamenilor. Atunci când o fac, o fac de obicei prin consiliere tăcută, mai degrabă decât printr-o intervenție fizică.

- devașii budiști nu sunt în totalitate morali[1]. Devașii de lumile Rūpadhātu duc lipsa pasiunilor și dorințelor umane, dar unii dintre ei sunt capabili de ignoranță, aroganță și mândrie. Devașii lumilor inferioare Kāmadhātu trăiesc aceleași tipuri de pasiuni umane, inclusiv (în cea mai mică dintre aceste lumi), pofta, gelozia și mânia. Aceste imperfecțiuni din tărâmurile mentale și morale fac ca ei să renască în aceste lumi.

- devașii budiști nu trebuie considerați ca fiind un refugiu budist. În timp ce unele ființe din rândul devașilor poate fi ființe de o mare autoritate morală și prestigiu și, astfel, demni de un mare respect, niciun Deva nu poate arăta cale de scăpare de saṃsāra sau controlul renașterii cuiva. Cele mai înalte onoruri sunt rezervate celor trei giuvaieruri ale lui Buddha, Dharma și Sangha.

## Confuzii cu devașii
Meditația Mahayana sau Vajrayana și practicile include mai multe tipuri de a ființe, care sunt adesea numitezei, dar sunt distincte de devașii:
- Bodhisattva: un Bodhisattva poate fi un Deva într-o anume viață, dar Bodhisattva nu sunt în esență devași și dacă se întâmplă să fie devași aceasta este numai pentru că s-au născut în multe lumi diferite de-a lungul timpului. Un Bodhisattva este la fel de probabil să se fi născut ca om sau ca animal, și se distinge de alte ființe prin certitudinea că în cele din urmă, după mai multe vieți, Bodhisattva va fi renăscut ca un Buddha.

- Yidam: Aceste zeități care meditează iau uneori forma unor devași comuni și, uneori, apar ca manifestare a unui Bodhisattva, dar în toate cazurile trebuie să fie considerați ca manifestările unui spirit luminat.

- Buddha: Un Buddha Nirmāṇakāya (manifestarea fizică a lui Buddha) este clasificat mai sus decât un Deva, astfel încât Buddha nu este un Deva, deoarece condițiile necesare pentru a atinge iluminarea supremă nu există în lumile Deva. Un Buddha Sambhogakaya are forma unui Deva de rang foarte înalt, dar nu există odată cu universul și nu se află sub incidența nașterii și morții așa cum sunt toți devașii. Dharmakaya este dincolo de toate lumile și limitările.